# ستوتينكيرل
تنتمي ستوتينكيرل (بالألمانية: Stutenkerl) إلى تقاليد القديس نيكولاس في البلدان الناطقة بالألمانيّة، وهي عجينة مصنوعة من الستوتين التي هي عجينة مخمرة حلوة على شكل رجل. تتوفر الستوتينكيرل عادة في يوم القديس نيكولاس الذي يُوافق السادس من كانون الأول/ديسمبر كما تتوفّر في أجزاءٍ من راينلاند في يوم القديس مارتن في نوفمبر.